# Baba ganush
Il baba ganush o ghannouj, conosciuto anche come caviale di melanzane, è una salsa di origini medio orientali composta principalmente da polpa di melanzane e spezie varie. È originaria del Medio Oriente ma è diffusa anche nel Nord Africa in diverse varianti. Una ricetta simile è il moutabal, che prevede l'aggiunta di salsa tahina, semi di melograno e yogurt greco.

## Ingredienti (dosi per 8 persone)
- 1 spicchio di aglio
- pepe q.b.
- sale q.b.
- succo di 1 limone
- 2 melanzane medie (circa 600 g)
- qualche foglia di menta
- olio di oliva

## Preparazione
| Altri nomi |
| --- |
| - (AR) بابا غنوج, baba-ganuj - (FA) kashk-e bademjan - (HE) salat ḥatzilim - (TR) patlıcan salatası - (HI) bharta baingan - (MR) vangyache bharit - (HU) padlizsánkrém |

Nonostante le molteplici varianti, data la vastità della diffusione del piatto, il metodo di preparazione più comune consiste nel cuocere in forno o grigliare le melanzane per poi pelarle ottenendo una polpa molle e dal retrogusto leggermente affumicato. Successivamente bisogna condirla con olio, sale, pepe e aromatizzarla con aglio, succo di limone. Amalgamare il tutto e spolverare con menta tritata. Viene consumato solitamente come antipasto oppure è ottimo per accompagnare i falafel, utilizzato come salsa assieme ai tipici pani arabi come pita e naan. Spesso viene accompagnato con dell'hummus.
Lavare le melanzane e inciderne la pelle superficialmente e per il lungo in più punti (serve a far uscire il liquido amaro). Cuocere in forno a 180-200 °C per 40 minuti. Raffreddare, spellare (in alcuni paesi si lascia anche la buccia) e frullare assieme agli altri ingredienti.